# Jairán
Khayran al-Amiri o Jairán (f. julio de 1028) fue el primer rey de la taifa de Almería (actual España), segundo también de sus régulos eslavos. Su reinado abarcó desde el año 1014 al 1028.

## Biografía política y personal
No se conoce la fecha de nacimiento de este primer rey musulmán de Almería. Se sabe que fue eunuco eslavo e importante oficial del ejército de Almanzor (939-1002), además de gobernador de esta plaza.
Participó en numerosas campañas guerreras. Durante el saqueo bereber de Córdoba, se le creyó equivocadamente muerto en el campo de batalla; malherido, regresó a la ciudad y se recuperó.
En aquel momento, otro eslavo llamado Aflah al-Fatah se había hecho con Almería. Jairán reunió un ejército y cercó las murallas almerienses durante veinte días. Seguidamente tomó la Medina y finalmente la Alcazaba de Almería.
En el mes de julio de 1014 se proclamó rey.
Jairán se propuso ampliar sus dominios todo lo posible a costa de los reinos vecinos más próximos, como Murcia, Orihuela y Jaén, en una primera fase, y después hasta los confines de La Mancha, por el norte, y también la zona de Valencia.

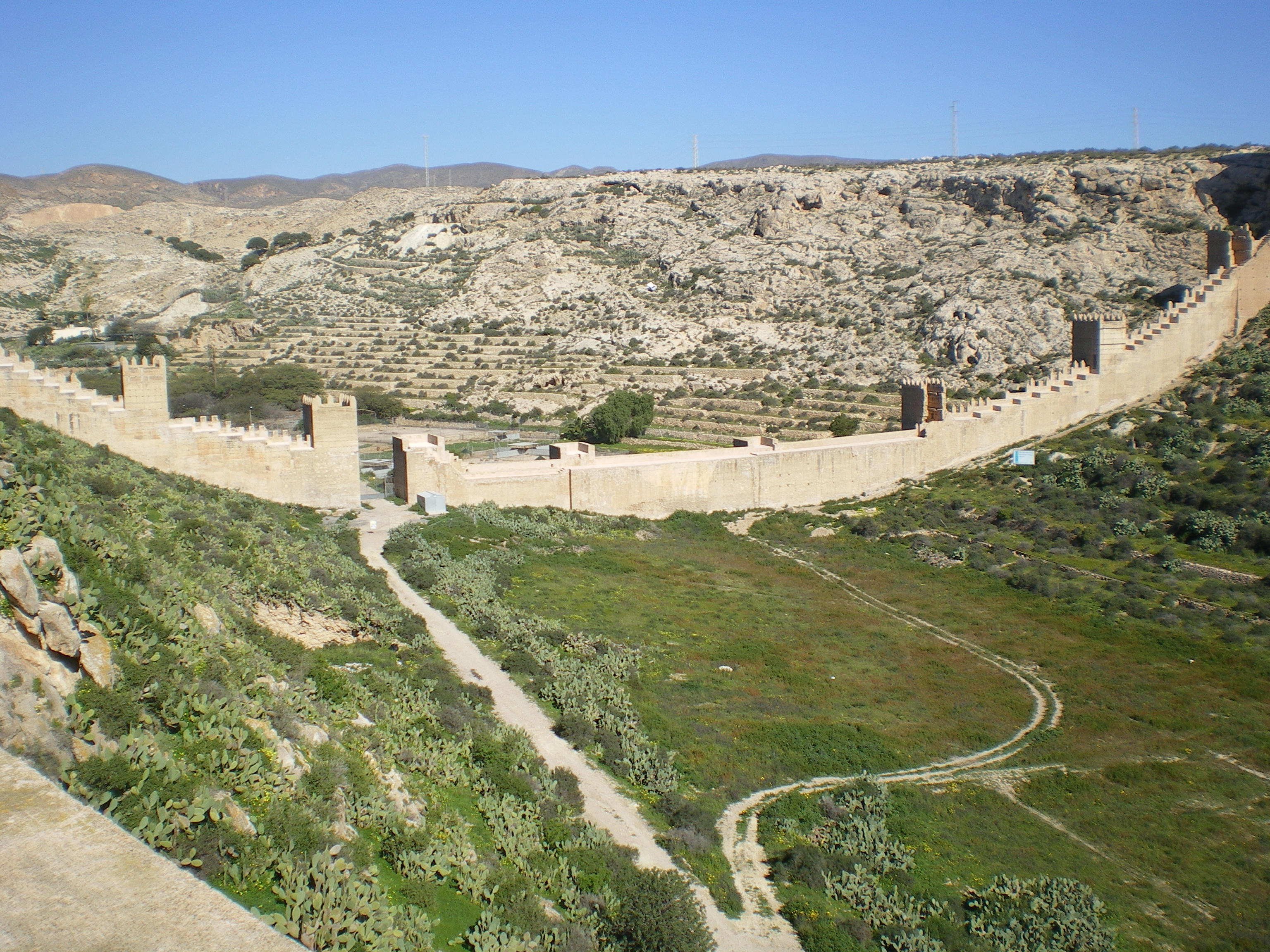
Muralla de Jairán

En el interior, dio a la Alcazaba de Almería su perímetro actual, después de reconstruirla desde sus cimientos, afianzó dos nuevas naves a la mezquita y mandó cercar el arrabal de la Musalla bajando la muralla desde la misma Alcazaba hasta La Hoya, y desde lo que hoy se conoce como el Cerro de San Cristóbal hasta la misma orilla del mar.
Se enzarzó en numerosas luchas externas, generalmente tomando partido por alguno de los distintos pretendientes al Califato de Córdoba. Fraguó eventuales alianzas tanto con el rey de Zaragoza como con el Conde de Barcelona. Después de casi tres lustros de reinado, cansado de luchar y de estar fuera de la que consideraba su tierra, regresó finalmente a Almería y murió en ella en el mes de julio de 1028, nombrando sucesor a Zuhair.

## Reconocimiento
En 2015 se colocó una estatua representándole alrededor de una fuente a la entrada de la Alcazaba de Almería en conmemoración a los 1000 años de la creación del Reino de Almería y él como primer monarca.